# アングル (プロレス)
アングル（英語: Angle）は、プロレスにおける隠語の1つ。試合展開やリング外の抗争などに関して前もって決められた仕掛け、段取りや筋書きのこと。アングルの良し悪しは観客動員に大きく影響するため、試合内容と同じ重要性を持つ。
なお、同様の趣旨の言葉として「ブック」という言葉が頻繁に取り沙汰されるが、プロレス界には本来「ブック」という言葉は存在しない。

## 概要
アングルとは試合前後の物語であり、この出来で試合に対する注目度が変わり、観客動員数に影響を及ぼす。
プロレスの興行における試合をより興奮度の高いものにするため、「ブッカー」、「マッチメーカー」、「シナリオライター」と呼ばれる人間が筋書きを作っている。日本国内のプロレス団体では、主にレフェリー等がその役割を務めるが、WWEでは、アングル専門の放送作家が作る。国内では元新日本プロレスのミスター高橋、海外ではポール・ヘイマン、ジム・コルネット、マイケル・ヘイズ等が代表。詳細はマッチメイクの項を参照のこと。
基本的にはマッチメーカーによって作り出される物だが、試合中のアクシデントやインタビューなどでの発言から、アングルが発生することがある。これを「ナチュラルアングル」と呼ぶ。このナチュラルアングルにマッチメーカーがさらに物語や演出を補足することもある。代表例としてはハルク・ホーガンとビンス・マクマホンやエッジとマット・ハーディーの抗争など。共にプライベートでの確執から発生したナチュラルアングルである。類似事項にレスリング外の事項から端を発した反選手会同盟から平成維震軍への一連の流れなど。
アングルのストーリー展開はテレビ放送、プロレス専門誌、スポーツ新聞、団体のWebサイトなどで告知される。試合の当日、会場で観客が観戦の焦点を定めやすくするため告知は欠かせなくなっている。団体によっては試合前にVTR（いわゆる「スキット」）やマイクで今までの物語の進行状況を説明することもある。
アングルはある程度の期間をかけて展開・消化するが、観客からの反応が鈍い場合、展開に不都合が発生した場合などには中断し、そのまま他のアングルを展開することにより消滅させる。団体が不安定な時期には、アングルが乱発されることが多い。
また、継続する予定はなくとも、紙面に掲載される様な話題を一時的に設定することで宣伝効果を得られるのも利点。プロレス団体の大半は企業広告を行う程の財務規模を持たないため、無料に近い低コストで団体名を紙面に掲載させられるアングル展開は重要なものとなっている。
元々日本のファンは、アングルを前面にしたショーマンシップ優先のプロレスに「八百長」のイメージ、嫌悪感を抱く傾向があったため、なるべく真剣勝負のように見せるために自然に展開するようアングルを組み込んでいた。
しかし、リアルファイト性を打ち出した総合格闘技が人気となると、プロレスにショーマンシップを求める傾向へと変化し、WWEなどにファンが移行するようになった。観戦においても、見え見えのアングルを知りながらも敢えて団体の仕掛け方に乗ってお祭り騒ぎするような楽しみ方をしている。

## アングルの例
以下はアングルの代表的なもの。複数を組み合わせることが多い。

### 抗争アングル
対立関係や概念を設定することにより、試合を単なる点として終わらせず、連続的に展開させるためのもの。シリーズで展開する場合は主にタッグマッチで展開し、一進一退の勝利の奪い合いを行って、決着戦への流れを作る。逆にシリーズ前に最終戦での試合をあらかじめ発表しておき、シリーズ途中で対立関係を醸成するという方法を取ることもある。
- 個人抗争

二者間による軋轢を展開する。直後、両者によるチーム結成や、軍団抗争へと派生するなど、個人抗争はアングルの基本である。対立関係を設定するためには以下の様な方法を使うことが多い。
- - インタビュー

主に専門誌やテレビなどを起点とする。インタビューで他選手に対する批判や中傷を行う。格上のものであれば「提言」や「説教」といった含みを持たせ、格下の場合は後述する世代闘争アングルとも絡めることがある。これに反発させ、舌戦を展開することにより、試合への物語を作っていく。テレビの場合、インタビュー中に対立関係にある相手が乱入する、という演出が施される場合もある。
- - 乱闘

後述の軍団抗争や団体対抗の中で用いられる。不透明決着を発生させ、それに対して不満を持つ形で複数名が入り乱れて乱闘する。その中で、手を出すなどの接触を起こし、両者間に「因縁」や「遺恨」といった対立関係を設定する。事故の形を取ることが出来るため、両者間に格の差があっても対立させやすいことがメリット。
- - タイトル戦

ベルト保持者（王者）の防衛戦相手を決める場合に、シリーズ中のタッグ戦などで王者からフォールを奪ったり、王者と同格クラスの選手に勝たせることで格を上げ、次期挑戦者をアピールすることで選ばれることが多い。
- 軍団抗争：

主に団体内でのグループ間による争い。反乱を起こすグループと、起こさなかったグループ（正規軍と称される）間の戦い。三つ以上のグループが争う場合もある。グループ同士の抗争を中心とし、内紛や裏切って他グループへ移籍する、などの展開が定番である。試合編成上の都合上、同グループに所属する選手が試合を行う場合は「結束・信頼を確認するために」といった目的を設定して行われることが多い。基本的に完全決着は無く、新しい軍団の結成により分布図を再編成して続けていく。特に日本のプロレスで発展したアングル。団体によってはヒールターン・ベビーフェイスターンの時期、新団体の結成の時期がなぜか毎年同じ時期になることが多い。
- 世代闘争

デビューから数年経って実力をつけてきた新世代の若手・中堅のトップ候補のレスラーとトップレスラーとして君臨する旧世代の中堅・ベテランとの間で抗争を繰り広げる、古くから現在まで多くの団体で展開されているアングル。自団体の次世代を担うことを期待されるレスラーをトップ戦線に参入させるために多用されるアングルで、かつて付き人を務めていたレスラーが師匠に対して世代交代・新旧交代を掲げて反旗を翻すパターンが多く見られる。ただし新世代側の勝利によって旧世代との力関係が逆転するような例はなく、主力選手の退団（天龍源一郎らのSWS移籍、三沢光晴らの全日本退団〜ノア旗揚げ、橋本真也、武藤敬司の新日本退団など）、アントニオ猪木の政界進出、ジャンボ鶴田の闘病による離脱、三沢光晴の死亡事故など、何らかの事情の発生によって旧世代側の主力選手が離脱するに応じて次世代のスター候補がその穴を埋めてゆく形で、世代交代は自然な形で進められる。
- 団体対抗

異なるプロレス団体（興行会社）間での業務提携。会社単体では行えない試合編成が可能。エース同士の試合が行われ、初戦で敗退したエースの所属する団体は「格下」とされ、早晩活動停止に陥る場合が多い。しかしながらエースが敗退せざるを得ない状況になっている時点で、その団体は経営的に何らかの問題を抱えている場合がある。トップクラス同士の対戦は、1勝1敗のイーブンスコアで終了したり、30分1本勝負で時間切れ引き分けにすることが少なく無い。これにより、両者は互角であるとされ、格の低下を避ける。また、王者が対抗戦に参戦する前にはチャンピオンベルトを他の選手に引き渡して、他団体で敗北した際にベルトの価値を傷つけないようにするといった配慮がなされることが多い。
団体対抗の利点は、団体の通常運営において活躍の場を与えられない、あるいは人気の低いレスラーを再利用できることにある。中堅選手を他団体の選手と戦わせることにより、「隠れた実力者」「重鎮」といったギミックを付与させることが出来るためである。また、北斗晶は対抗戦時に他団体の選手を「全女の練習についてこられなかった落ちこぼれども」と挑発し、選手間の個人的な感情をそのまま対立軸設定に活かした。
日本での近年の成功例としては1995年に行われた、新日本プロレスとUWFインターナショナルの対抗戦「激突!!新日本プロレス対UWFインターナショナル全面戦争」が挙げられる。ただし、対抗戦終了後に単独興行の観客動員数が落ち込むことがあり、前例ではUWFインターが解散に追い込まれた。

### 負傷アングル
ケガをめぐるアングル。負傷箇所への攻防が決着戦でのキーポイントとなる。ただし、相手を故意に負傷させるプロレスラーは好まれないため、持病箇所を再発させる、もしくは偽のケガをしてギプスやニーブレスを着用する、などの形を取る。また、負傷アングルはレスラーが他の何らかの事情で欠場する場合にも使われることがある（契約で定められた休暇期間の消化、映画撮影など）。
テレビ朝日 カメラ担当によれば
- レフェリーやセコンド等が、選手の額にカッター等で流血させる。レフェリーの場合、右手に普段はしていないテーピングをしていることが多く映像で確認されている。選手が倒れた時に、調べる振りをしながら傷を作り出血させる。欠点として右のポケットに隠すシーンがTVにそのまま放送されてしまうことがある。また、流血した後の場外カウントを取る時は、右手が不自然に握られているところが放送されている。[要出典]
  - セコンドの場合、主に選手が鉄柱などに追突された時に行われる。普段は近づかない（ルール上は近づいてはいけない）セコンドが様子を伺う振りをして、切りつける。主にブラックキャット選手が行っていた様子が放送されている。やはり右手である。[要出典]
  - アブドーラ・ザ・ブッチャーやグレート・ムタの場合、自ら切り付け出血させることもある。主な流血アングル試合・長州力 vs. アントニオ猪木（両国大会）、柴田勝頼 vs. 村上一成（東京ドーム大会）。（スペシャルインタビューで村上が語っている。）[要出典]
  - 1987年馳浩（新日本プロレス）は、越中詩郎や高田伸彦とジュニアヘビー級のベルトを巡って抗争の最中に足を骨折しギプスをはめる程の重傷を追って欠場したが、会社内では普通に歩いていた。この時も実は骨折はしておらず、マンネリ化していたマッチメイクの都合上、話題作りのための欠場と言われている。[要出典]

### 特訓アングル
- 技習得

ボクシングや柔道の道場に入門し、その代表的な技を習得する。または、新しいプロレス技や、タッグの場合はコンビネーションを開発する。この技を後の試合での焦点として設定することが目的。また、アングルの中では最も容易に作ることが可能なため、話題の乏しい際に用いられることが多い。逆に言えば、技アングルが多い時は団体が苦しい時であるとも言える。ビッグマッチ前に添え物の用に使われることが大半。
新しい技の名前を前もって明かし、観客の期待感を煽った後に出す、というものもある。技の名から動きが予想できないものが多い（サンダーデスキック、秩父セメントなど）。
また、後述の回顧アングルの様に、技の伝承を現役レスラー間で行うのも一般的。継承という目的を設定することにより、両者を目立たせることが出来ることが利点。特に話題の無い若手に、ベテラン選手が技を教えるというのが一般的。
- 体力向上

耐久力や敏捷性向上を目的としたトレーニングを公開する。バットや竹刀で殴打する、自然物を破壊するといった超人的行為で、選手の頑強さを演出する。対戦相手の得意技に対抗する、というものが定番。闘魂棒トレーニングなどがその代表例。

### 海外遠征アングル
- 売り出したいレスラーの格上げや、一時的にリングから姿を消すことにより成長の要素を付与する。対象は若手が多い。帰国後は格上のレスラーから勝ちを収めたり、軍団を結成したりとその団体のシナリオの中核に置かれることが多い。帰国後のある程度の期間に観客からトップレスラーとして認識されなかった場合、中堅のポジションが与えられるが、こうなると引退するまで中堅に留まることが多い。また、初代タイガーマスク、ザ・コブラなど、あるレスラーが覆面レスラーなどの別ギミックに変身する際、変身前のレスラーと変身後のレスラーはあくまでも別人であり、変身前のレスラーは現在（変身後のギミックが活動している期間）は海外に遠征しているというアングルが設定される例もあり、獣神サンダー・ライガーの場合、正体とされる人物は遠征先で死亡したという設定になっている。

### 懐古アングル
- 引退した著名レスラーを訪問し、指導を受けるというもの。特訓アングルと同じ様にそのレスラーの代表的な技を継承することがある。通常、痛め技・繋ぎ技と呼ばれる試合中盤で用いられる技をフィニッシュ・ホールドに格上げするために使われる。またペイントやコスチュームなどのギミックの一部を継承する、といった目的にも使われる。
  - また、試合数を限定して復帰するケースもある。坂口征二が数試合限定で復帰した場合は、息子で俳優の坂口憲二をセコンドに付け、血縁アングルとの複合展開で注目を集めた。

### アナウンサーアングル
- レスラーとテレビ放送のアナウンサー（主にテレビ局所属のアナウンサー）とのやりとり。主にアナウンサーの実況内容を批判することが起点となる。レスラーが軍団に所属する際はそのTシャツを着用するかどうか、アナウンサーのメガネを壊す、友情を芽生えさせる、などである。近年の人気を集めたアングルはワールドプロレスリングにおける、蝶野正洋と辻よしなり、大仁田厚と真鍋由、そして飯塚高史と野上慎平の組み合わせ。
- 一方で、レスラーのデビッド "Dr. D"シュルツによる1984年のジョン・ストッセル、1985年の古館伊知郎への暴行は本人の感情での突発的行為とみなされる。シュルツは米国での件で追放されて新日本プロレスに来日していたが、米国の件はプロレス番組『20/20』のセグメントを撮影しているときに、レポーターのストッセルはシュルツにレスリングは偽物であると述べるインタビューを敢行し 「これは偽物だと思いますか？」と叫ぶと、シュルツは彼を平手打ちし、2回地面に叩きつけた[2]。 ストッセルは暴行から8週間後も、まだ耳の痛みとうなりに苦しんでいると主張[3]。シュルツは、WWFのオーナーであるビンス・マクマホンが望んでいたので、ストッセルを攻撃したと主張していた[4][5]。米国の件は一般紙でも取り上げられ、日本での件は古館が包帯を巻いた姿で各種テレビ番組に出演して世間に広まっている。

### 引退アングル
- シリーズやツアーの前に引退を表明し、後継者に対しての継承を行ったり、観客に感謝の意を伝えるというアングル。プロレスラーに厳密な引退は存在しないため（詳細はプロレスラーの項を参照）、大仁田厚を筆頭に経済的理由から、団体の都合（企画＝アングル?）など、事情はさまざまだが引退しても復帰するプロレスラーは後を絶たないため、あるマスコミ関係者などは2度目以降の引退の前には"○度目"等と付けるべきではと言われている。女子プロレスの古くはジャガー横田、デビル雅美、クラッシュギャルズ、北斗晶、2007年にはジャンボ堀も復帰果たすなど多数、全日本女子プロレスは定年に達すると引退させられたが、新たな団体を立ち上げたり、他団体に移籍するなどして復帰することが多い。橋本真也の引退は、BS朝日「闘魂スーパーバトル SP」の中で蝶野正洋は会社とテレビ局の都合で負けたら引退すると言う雰囲気だったと語り、引退は本意ではなかったと思うと語っている。
- 馳浩の場合は全日本プロレスで引退試合を行ったが、かつて新日本プロレス所属時代、一度引退している。しかし、元週刊プロレス編集長ターザン山本によれば馳浩自身は引退したくなかったのだが、この時も新日本プロレスの都合で引退に追い込まれることになったという。

### 技封印アングル
- もともとルチャリブレでは覆面や髪の毛をかけた試合、マスカラ・コントラ・マスカラ（敗者がマスクを脱ぐ）マスカラ・コントラ・カベジェラ（マスクと髪の毛を賭けて戦う）があった。これから派生したアングルで、敗者が技を封印し、今後使わないというもの。その試合において、公式・非公式を問わずフィニッシュホールドがその技に限定される事もある。
- 全日本女子プロレスの松永会長は余りにも危険な技であることを理由に、幾つかの技の使用禁止を通告したことがある。
- 跳び技関係が封印になるときは、使用する選手が負傷により怪我を押して出場を続けている場合に無理をさせないという目的で行われる場合がある。
- いずれの場合もある程度時期が過ぎたら普通に技を復活させるというパターンが定番となっている。例としてはムーンサルト・プレスを武藤敬司と賭けて敗北した天山広吉が数カ月後に「自分の技は『天山プレス』である」として使用を再開した事などが挙げられる。

### 血縁アングル
- レスラーとその家族（実際の血縁者とは限らず、血縁というギミックを付与された者が担当することもある）との和解や確執を巡るアングル。特に選手がギミックとして昇華出来るほどの要素を持たない場合、「家族の生活のため」「家族の病のため」といった普遍性が高く、比較的感情を動かしやすい演出を加えることが出来るためである。WWEではよく使われる。日本ではレスラーおよび団体関係者以外がアングルに絡むことはほとんど無い。
- 日本の数少ない中で有名な例は安田忠夫が総合格闘技イベント「INOKI BOM-BA-YE 2001」において付与された娘との和解アングル。中継したTBSは安田が娘と公園で話したり、招待券を渡すという演出を施し、結果として大成功を収めた。この成功により、TBSは自局の格闘技中継において選手に「家族」という要素を絡めてショーアップする手法を定番化させた。

### 時事アングル
- 世間で話題・注目の事象に便乗した行動をとることで、外部マスコミに取り扱ってもらうことを目的としたもの。永田裕志の「チョイ悪オヤジ」・「ハンカチ王子」化など。「自分の方が早かった」などと主張することが多い。2000円札発行時に、チーム2000の天山広吉・小島聡が紙幣を咥えてアピールをしたこともその代表例。
- WWEではWWF時代からサージェント・スローターが、1980年代のイラン・イラク戦争に託つけて、米国に対して悪感情を持つイラン人に扮したアイアン・シークと抗争し、人気カードと化していた。続いて1990年代の湾岸戦争後にサッダーム・フセインの遠縁を称したギミックを演じて観客の憎悪を煽った（ただし、同時期実施された日本遠征ではなにもせず、全く普通の試合を実施している）。更にアメリカがイラクへの侵攻を表明するとフランスが批判の態度を示したことから、フランス人ギミックのユニット「ラ・レジスタンス」（シルヴァン・グラニエ＆レネ・デュプリー、共にフランス系カナダ人）やアラブ系キャラクターのモハメド・ハッサンやデバリをヒールとして登場させるなど、割に国家情勢に便乗したアングルが展開される。
- 1980年代は冷戦期が続いており、NWA地区においてもイワン・コロフとニキタ・コロフなど、ソ連人レスラーに扮したレスラーなどが活動している。

## 関連図書
著：ミスター高橋
- 『流血の魔術 最強の演技 すべてのプロレスはショーである』講談社プラスアルファ文庫
- 『プロレス至近距離の真実レフェリーだけが知っている表と裏』講談社プラスアルファ文庫
- 『マッチメイカー プロレスはエンターテイメントだから面白い』ゼニスプランニング

著：佐山聡
- 『ケーフェイ』ナユタ出版会